# Boussera
Boussera è un dipartimento del Burkina Faso classificato come comune, situato nella provincia di Poni, facente parte della Regione del Sud-Ovest.
Il dipartimento si compone del capoluogo e di altri 56 villaggi: Batié-Blé, Bouratéon, Dabori-Pari, Dalamièra, Dalangbara, Dapèra, Diénéména, Dobile, Dogberpari, Donka, Donko, Donko-Tambili, Fourbira, Gbodora, Gbodora-Tiopanaon, Gbon, Gompare, Gongondi, Gongone, Gouamba, Kabra, Kampidiou, Kankaniblé, Kolondjoura, Koubéo-Djoulo, Koukoutéon, Koukoutéon-Diendientéon, Koulého, Kpara, Lambroura, Mekpa, Momol, Nonkinéna, Poira, Pollo, Sangboulona, Sangboulotira, Sierka, Simantéon, Sonon-Pari, Sonon-Tabéo, Sorkorèra, Soukoutéon, Sourapèra, Tankolon, Tankolon-Tiopanaon, Tanya-Pari, Tanya-Zousso, Timpo, Tindiao, Tindiar, Tinkèra, Tolompo, Tonkpourou, Topèra e Tripora.